# Cicindela elisae
Cicindela elisae là một loài ground beetles bản địa của châu Á.